# Joslyn Chavarria
Joslyn Chavarria (* 18. April 1959) ist ein ehemaliger belizischer Radrennfahrer.
Er nahm an den Olympischen Sommerspielen 1984 in Los Angeles teil und fuhr im Straßenrennen und im Mannschaftszeitfahren.
Chavarria gilt als „belizische Radsportlegende“.

## Familie
Sein Sohn Joslyn Chavarria, Jr. (* 1995) ist ebenfalls Radsportler.